# Berg (Eijsden-Margraten)
Berg is een buurtschap van Cadier en Keer in de gemeente Eijsden-Margraten, gelegen op de helling van het Plateau van Margraten. Tot de gemeentelijke herindeling van 1970 hoorde het gedeeltelijk bij de gemeente Heer. De buurtschap is gelegen op en rond de heuvel Heerderberg/Keerderberg. De aanduiding 'Berg' of 'Keerderberg' wordt in de buurtschap Berg ook gebruikt voor het weggedeelte van de N278 ('Rijksweg'). In de Romeinse tijd lag hier de Romeinse villa Backerbosch. De buurtschap wordt gekenmerkt door een aantal voormalige kloosters en katholieke instellingen, en een enkele kloosterparken.

## Natuur en landschap
Berg ligt tegen de westflank van het Plateau van Margraten op een hoogte die varieert van 60 tot 100 meter. In het westen en het noorden ligt het Maasdal, dat hier heel breed is en waar veel boomgaarden te vinden zijn. Ten zuiden van Berg ligt een complex van hellingbossen, zoals de Riesenberg, uitmondend in het Savelsbos. Op het terrein van Huize Sint-Jozef is het Landgoed Heerdeberg ingericht. Ten westen van de kloostertuin van het Missiehuis Cadier en Keer liggen een wijngaard en de golfbaan "Het Rijk van Margraten". Verder naar het westen grenst het gebied aan de oostelijke woonwijken van Maastricht.

## Bezienswaardigheden

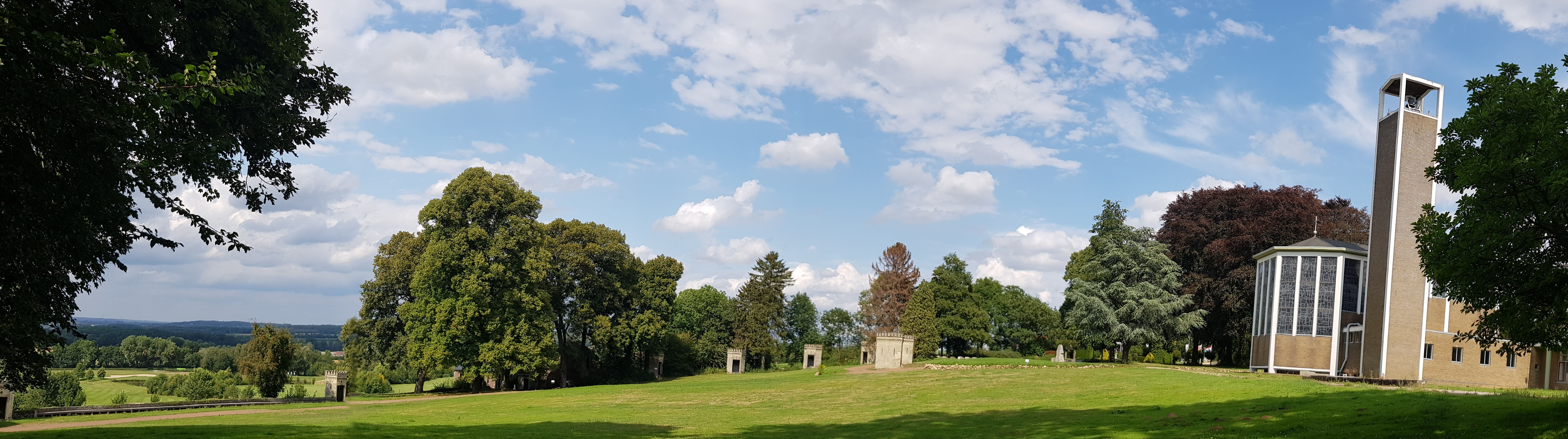
Het Missiehuis met omliggende tuinen en uitzicht op de golfbaan en het Maasdal

De buurtschap met slechts 150 inwoners telt een groot aantal rijks- en gemeentelijke monumenten.
- Missiehuis, Rijksweg 15, van de Sociëteit voor Afrikaanse Missiën. Op dit kloosterterrein bevinden zich verder een Lourdesgrot, Kerkhofkapel en kruiswegtuin.
- Klooster van de Zusters van de Miséricorde, Rijksweg 8.
- Huize Sint-Jozef, Pater Kustersweg 8, was een internaat voor moeilijk te plaatsen kinderen en weeskinderen. Er was een scholencomplex bij waar zowel interne als externe leerlingen opgeleid werden in de meest voorkomende technische beroepen. Momenteel doet het dienst als jeugdinrichting onder de naam het Keerpunt.
- Huize Sint-Gerlach, Pater Kustersweg 24, een voormalig katholiek sanatorium uit 1915 voor alcoholisten, naar ontwerp van architect N. Ramakers uit Sittard. Het is een rijksmonument.
- Landgoed Heerdeberg, met onder andere:
  - Een hertenkamp bij Huize Sint-Jozef.
  - Lourdesgrot aan de Pater Kustersweg
  - Wegkruis op de hoek Pater Kustersweg/Rijksweg ter nagedachtenis aan Christiaan Servaes Schrijnemaeckers, die hier verongelukte op 18 december 1840. Op het kruis staat de tekst: "Eenen opregten dinaer van God. Hij was geenen Dronkkar of Godslasterar" (Een oprechte dienaar van God. Hij was geen Dronkaard of Godslasteraar).
  - Oorlogsmonument Belgisch monument door de beeldhouwer Jean Weerts uit Maastricht. Het stenen beeld stelt drie soldaten met een vaan geflankeerd met de Vlaamse leeuw voor. Ernaast staat het gedenkmonument Vlaams monument.
  - De Nieuwe Groeve Sint-Joseph en de Scharnderberggroeve zijn voormalige mergelgroeven waar Limburgse mergel gewonnen werd voor onder andere de bouw van Huize Sint-Jozef en Huize Sint-Gerlach. In de Tweede Wereldoorlog deden ze dienst als schuilkelder. Momenteel bieden ze plek aan vleermuizen die daar overwinteren.

## Nabijgelegen kernen
Cadier en Keer, Heer, Bemelen
Dorpen: Banholt · Bemelen · Cadier en Keer · Eckelrade · Eijsden · Gronsveld · Margraten · Mariadorp · Mesch · Mheer · Noorbeek · Oost-Maarland · Rijckholt · Scheulder · Sint Geertruid

Gehuchten & Buurtschappen: Berg · Bergenhuizen · Breust · Bruisterbosch · Gasthuis · Groot Welsden · Herkenrade · Honthem · Hoogcruts · Hoog-Caestert · Klein Welsden · Laag-Caestert · Libeek · Moerslag · 't Rooth · Schey · Schilberg · Sint Antoniusbank · Terhorst · Terlinden · Termaar · Ulvend · Vroelen · Wesch · Withuis · Wolfshuis

Limburg: Steden en dorpen      Nederland: Provincies · Gemeenten